# Kalendarz słoneczny
Kalendarz słoneczny, kalendarz solarny – kalendarz oparty na cyklu zmian pór roku związanym z ruchem obiegowym Ziemi wokół Słońca. Rok ma 365 dni, średnia długość roku zwrotnikowego (słonecznego) wynosi 365 dni 5 godzin 48 minut i 45 sekund, co wymusza wyrównanie roku kalendarzowego co pewien czas (zob. rok przestępny). 
System roku słonecznego stosowali starożytni Egipcjanie. Rok liczył 365 dni i był kontrolowany ruchem Sotis (Syriusza), co umożliwiało regulować niedoskonałości wynikające z niedostatecznej liczby obserwacji nieba. W czasach panowania Ptolemeuszu Egipcjanie opracowali system roku księżycowo-słonecznego.
Kalendarzami słonecznymi były m.in.: kalendarz Majów, aztecki, irański (od 1911 roku), juliański, gregoriański i francuski kalendarz republikański.